# Bathysa panamensis
Bathysa panamensis är en måreväxtart som beskrevs av John Duncan Dwyer. Bathysa panamensis ingår i släktet Bathysa och familjen måreväxter.
Artens utbredningsområde är Panamá. Inga underarter finns listade i Catalogue of Life.